# Bundesautobahn 9
Pour les articles homonymes, voir A9 et Autoroute A9.
L'autoroute allemande 9 (en allemand : Bundesautobahn 9, en abrégé BAB 9) est une autoroute reliant Berlin à Munich via Leipzig et Nuremberg. S'étendant sur une distance totale de 530 kilomètres en direction nord-sud, c'est l'un des axes autoroutiers les plus longs en Allemagne.

## Histoire
Des projets sérieux pour construire une liaison autoroutière entre les grandes villes de Berlin et Munich ont été déjà mis sur pied dans les années 1920. Après la captation du pouvoir par les Nazis (Machtergreifung) en 1933, les plans de développement inspirés de l'association HaFraBa ont été réalisés. La route entière de l’Autobahn Berlin–Munich a été achevée juste avant le déclenchement de la Seconde Guerre mondiale. Les travaux comprenaient la traversée des montagnes du Jura franconien, ainsi qu'un parcours à haute vitesse près de Dessau où Rudolf Caracciola en février 1939 établit des nouveaux records sur une Mercedes-Benz W154.

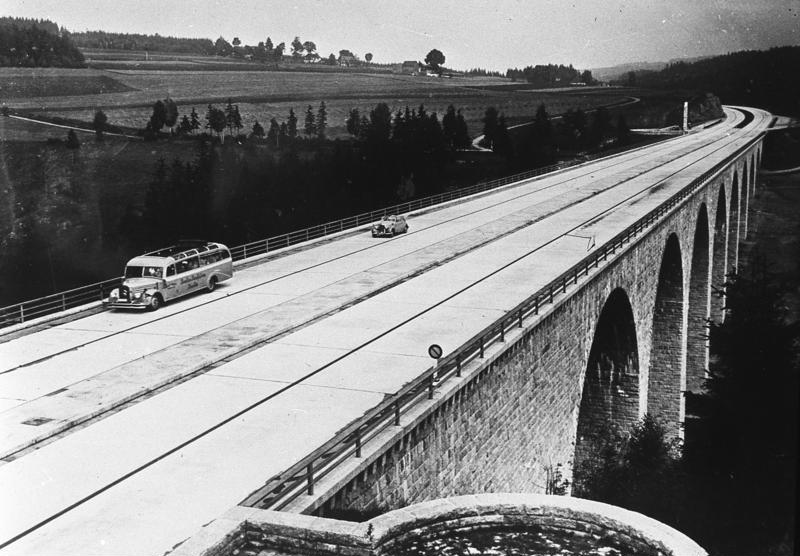
Vue historique du pont sur la Saale de Rudolphstein (de), ouvert en 1936.
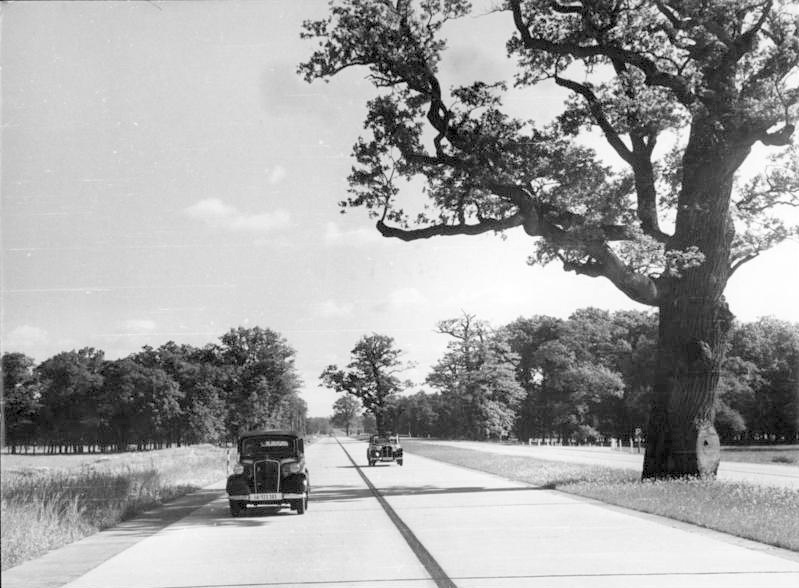
La circulation routière sur la Reichsautobahn près de Dessau en 1939.
Plaque indiquant le nombre de kilomètres (1938).

Cette autoroute fut, après la guerre et durant la guerre froide, un des trois axes routiers permettant d'accéder à Berlin-Ouest. Cependant, elle a été partiellement détruite par les troupes de la Wehrmacht en 1945. Jusqu'en 1966, elle fut inutilisable sur le parcours par-delà la frontière interallemande entre les régions de la Bavière (dans la Trizone) et de Thuringe au sein de la zone d'occupation soviétique, notamment avec la destruction du pont autoroutier enjambant la rivière Saale près de Rudolphstein. Le trafic routier fut détourné par une déviation empruntant l'autoroute  jusqu'en 1951 puis la route nationale  de 1951 à 1966. La reconstruction du pont de la Saale était une œuvre collective des gouvernements des deux États allemands, malgré les difficultés du conflit est-ouest et les dispositions de la doctrine Hallstein valable en Allemagne de l'Ouest.

## Tracé

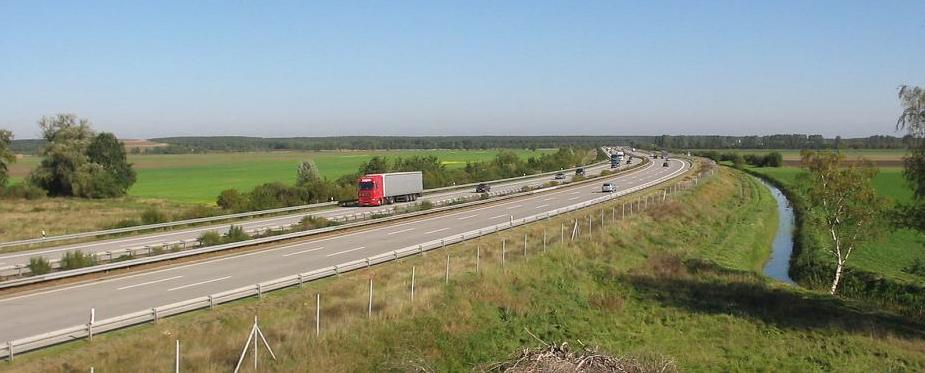
Vue de l'autoroute A9 dans la région de Brandebourg.

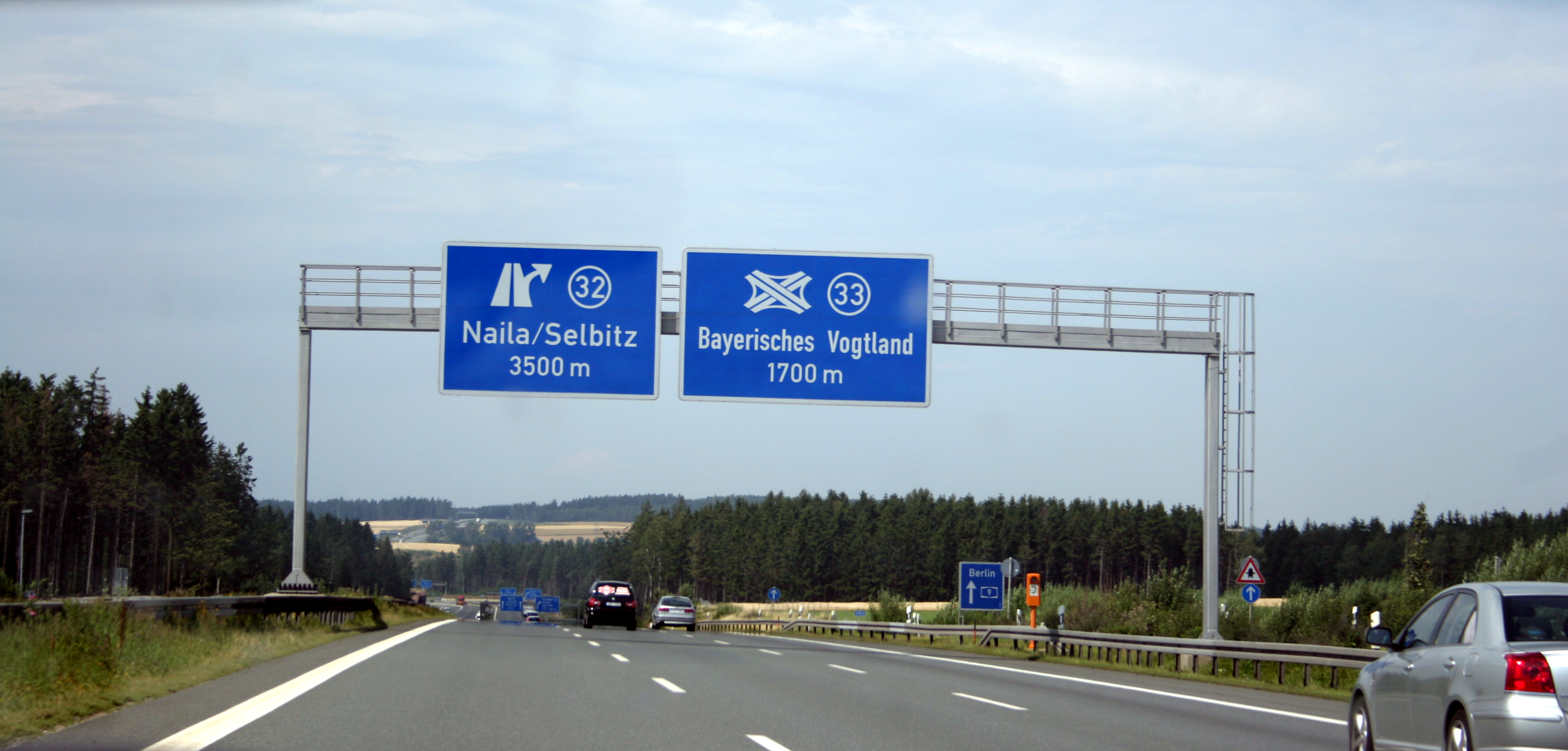
L'autoroute A9 dans la région de Vogtland.

L'autoroute A9 traverse les Länder allemands de Brandebourg, Saxe-Anhalt, Saxe, Thuringe et Bavière. Dans chaque sens, le trafic de véhicules peut circuler sur au moins trois voies.
L'autoroute commence depuis la ceinture périphérique de l'autoroute  (Berliner Ring), à environ 45 kilomètres au sud-ouest du centre-ville de Berlin. Elle dessert les villes de Potsdam, Halle (via la route nationale ), Leipzig et l'aéroport de Leipzig/Halle (via l'autoroute ), Bayreuth, Nuremberg, Ingolstadt et l'aéroport Franz-Josef-Strauß de Munich (via l'autoroute ). Elle finit son trajet à Schwabing, un quartier de Munich. 
L'autoroute traverse notamment les milieux naturels du Flamain et du réseau fluvial de Leipzig, ainsi que les montagnes de la forêt de Thuringe, de la forêt de Franconie, du Fichtelgebirge et du Jura franconien au sud des vallées du Weißer et du Roter Main. Au sud de Nuremberg, elle est parallèle à la LGV Nuremberg - Ingolstadt. À Ingolstadt, l'autoroute A9 traverse le Danube.
Cette autoroute appartient, de nord en sud, aux routes européennes , ,  et .